# 希罗科沃农村居民点
希罗科沃农村居民点（俄语：Широковское сельское поселение）是俄罗斯联邦伊万诺沃州富尔马诺夫区所属的一个农村居民点。其下辖有26个居民点，行政中心为希罗科沃。据2016年统计，该农村居民点的人口为979人。